# Sinuciderea (studiu de Émile Durkheim)
Sinuciderea (Le suicide, 1897) este a treia lucrare importantă a sociologului francez Émile Durkheim, importanță datorată abordării științifice riguroase a unui fapt social contemporan - creșterea frecvenței sinuciderilor către sfârșitul secolului XIX. Unul dintre principalele merite ale acestei lucrări este de a fi deschis perspectiva analizei sociologice, punând în evidență condiționarea sociala a judecăților morale.
Acest studiu cuprinde trei părți și anume:
- Factorii extra-sociali
- Cauzele sociale și tipuri sociale
- Sinuciderea ca fenomen social general

Durkheim precizează încă de la început că: „Sociologul are datoria să studieze cauzele prin intermediul cărora este influențat grupul, iar nu individul izolat, de el se ocupă psihologii. Dintre factorii de sinucidere la care se va raporta sunt aceia care își fac simțită acțiunea asupra ansamblului societății. Rata sinuciderii este produsul acestor factori.”
Durkheim pleacă de la mai multe teorii conform cărora sinuciderea ar fi influențată fie de stările psihopatice, fie de clima, fie de procesul imitației.

## Factorii extra-sociali

### Sinuciderea și stările psihopatice
Una dintre tezele abordate de Durkheim susține că sinuciderea este o formă de nebunie, dar nu poate fi decât o nebunie parțială și limitată la un singur act. În terminologia patologiei tradiționale, delirul cu arie restrânsă se numește monomanie.
Ex: monomanul simte nevoia irațională și absurdă de a bea, de a fuma sau de a înjura, toate celelalte acte ale sale, ca și toate celelalte gânduri, fiind de o riguroasă certitudine.
Această teză a fost totuși abandonată, studii recente au demonstrat că atunci când o facultate mintală este afectată sunt afectate și celelalte. Întrepătrunderea lor este atât de mare pentru ca nebunia să o poată lovi pe una lăsându-le intacte pe celelalte. Concluzia lui Durkheim a fost aceea că, dacă nu exista monomanie, nu are cum să existe nici o monomanie-sinucidere, și deci că sinuciderea nu este o nebunie. 
Clasificarea sinuciderii în funcție de caracteristicile esențiale ale nebuniei - după Jousset și Moureau de Tours:
- Sinuciderea maniacală – bolnavul se omoară pentru a scăpa de un pericol, sau de o rușine imaginară
- Sinuciderea melancolică – este legată de o stare generală de depresie, de tristețe exagerată; vede totul în negru, plăcerile nu-l mai atrag; viața i se pare plicticoasă și chinuitoare
- Sinuciderea obsesivă – nu este cauzată de nici un motiv anume, nici imaginar, nici real, ci doar de ideea fixă a morții, deși știe exact că nu are nici un motiv
- Sinuciderea impulsivă sau automatismul sinucigaș – dorința de sinucidere nu este motivată, nici în raport cu realitatea, nici în funcție de imaginația bolnavului

Între alienarea mintală propiu-zisă și echilibrul perfect al inteligenței, există o serie întreagă de trepte, sunt diversele anomalii reunite de obicei sub denumirea de neurastenie. Durkheim crede că dacă o alterare profundă poate să ducă pas cu pas la sinucidere, o mai mică alterare trebuie să ducă la aceleași efecte. Așadar, neurastenia este un fel de nebunie rudimentară ce poate constitui unul dintre factorii în funcție de care variază rata sinuciderii. 
Temperamental, neurastenicii sunt predestinați suferinței. De exemplu, pentru un nevropat, orice impresie este motiv de neplăcere, orice mișcare este obositoare, nervii lui vibrează la orice atingere. Are tendința de a se retrage în singurătate, iar dacă trebuie să se amestece în mulțime are toate șansele să încerce mai de grabă durerea decât plăcerea, și de aceea este predispus sinuciderii. Ca urmare a sistemului nervos sensibil, ideile și sentimentele sale sunt într-un permanent dezechilibru, iar într-o societate cu o organizare determinată, nevropatul nu se poate adapta, el va căuta mereu ceva nou. Cu cât un sistem social este mai stabil, cu atât unui asemenea subiect labil îi va veni greu să se adapteze.
Chiar dacă neurastenia poate predispune pentru sinucidere, ea nu are în mod necesar această consecință. Neurastenia este o predispoziție foarte generală, dar care nu conduce la un act determinat, însă poate să capete formele cele mai diverse.
Pentru a demonstra ca sinuciderea nu este o consecință a neurasteniei, Durkheim a comparat numărul de internări în azilurile psihiatrice a bărbaților și femeilor și numărul de sinucideri în rândul ambelor sexe. S-a constatat că, deși sunt mai multe femei internate în aziluri decăt bărbați, acestea se sinucid mai puțin. Deci diferitele forme ale neurasteniei nu au ca și consecința sinuciderea.

### Sinuciderea și stările psihologice normale. Rasa. Ereditatea
Concluziile la care a ajuns Durkheim au fost că:
- dacă există un determinism organo-fizic, de origine ereditară, din cauza căruia omul este predestinat pentru sinucidere, acesta ar trebui să afecteze ambele sexe;
- dacă sinuciderea ar fi ereditară ar trebui să se manifeste în primii ani de viață, ori cazurile de sinucidere în rândul copiilor sunt foarte rare.

### Sinuciderea și factorii cosmici
•	Clima și temperatura anuală
Sinuciderea este minimă doar în sudul și nordul Europei, în centru fiind mai dezvoltată. Unii cercetători au concis că zona temperată este câmpul predilect al sinuciderii, dar încă nu se poate înțelege clar care este legătura între climă și sinucidere. După părerea lui Durkeim influența de-a lungul anotimpurilor pare mai justificată („Omul părăsește de preferință viața când îi este foarte lesnicioasă”).
S-a crezut pentru mult timp că toamna este anotimpul care favorizează sinuciderile, datorită faptului că este un anotimp cu umiditate ridicată și ceață în care oamenilor le este greu să suplinească lipsa de căldură. Statisticile arată că din 1000 de sinucideri anual, între 590 și 600 se comit în anotimpurile calde, și doar 400 în restul anului. 
În proporție de 76%, anotimpurile se clasează în ordinea următoare: vară, primavară, toamnă și iarnă. Interesant este faptul că acest clasament se aplică pentru toate țările.
Durkheim a mai constatat că atunci când zilele cresc repede, sinuciderile se înmulțesc (din ianuarie până în aprilie), când creșterea zilelor încetinește se reduc și sinuciderile (aprilie-iunie). Aceeași corespondență se regăsește și în perioada de descreștere. Chiar și în luni diferite când ziua are aproape aceeași durată există aproape același număr de sinucideri (iulie-mai, august-aprilie). Totodată în timpul unei zile, sinuciderile ating recordurile în două momente: dimineața și după-amiază, atunci când dinamica afacerilor este mai rapidă. Astfel, creșterea zilelor permite creșterea activităților sociale.

### Imitația
În analiza procesului de imitație, Durkheim ține neapărat să precizeze sensul cuvântului, și importanța cunoașterii sensului de către sociologi. 
„Dacă dorim să ne facem înțeleși, nu putem să denumim cu același cuvânt prcesul în virtutea căruia, în sânul unei colectivități omenești, se elaborează un sentiment colectiv, acela din care rezultă adeziunea noastră la regulile comune sau tradiționale de conduită și, în fine, aruncarea în apă ca o turmă pentru că o oaie a dat tonul. În prima serie de fapte lipsește orice reproducere, în cea de-a doua, ea este doar consecința operațiunilor logice, judecăților și raționamentelor, implicite sau formale, care constituie elementul esențial al fenomenului. Reproducerea deplină nu este decât în al treilea caz, acolo, noul act fiind doar ecoul celui inițial.”
Așadar, imitația apare atunci când între un act comis de o persoană și reprezentarea și execuția acelui act de altă persoană nu există nici o operație intelectuală. Imitația poate da naștere la cazuri individuale mai mult sau mai puțin numeroase, dar nu are contribuție determinantă asupra înclinației spre moarte voluntară.

## Cauze sociale și tipuri sociale

### Sinuciderea egoistă
Durkheim numește alienarea de la obiceiurile comune egoism.
„Omul nu poate trăi dacă nu simte atașament față de ceva care să-l depășească [...] viața nu este suportabilă decât dacă îi intrevedem rațiunea de a fi, dacă are un țel prin care să merite osteneala de a o trăi.”
Atenția sociologului s-a îndreptat felul în care diferite confesiui acționează asupra sinuciderii. Datele statistice au arătat ca media sinuciderilor la un milion de locuitori, în rândul religiei protestante este de 190 de sinucideri, pe când în rândul catolicilor și greco-catolicilor este de 58, respectiv 40 de sinucideri.
Atunci când într-o societate una dintre confesiunile religioase este în minoritate, rata sinuciderii scade datorită faptului că acestea trebuie să-și impună un autocontrol mai sever și o disciplină mai riguroasă, pentru a fi acceptați în societate.
Dacă mediul protestant favorizează dezvoltarea sinuciderii, nu este pentru faptul că religia protestantă privește diferit sinuciderea față de catolicism, ci datorită faptului că protestantismul acordă mai multă importanță gândirii individuale și are mai puține dogme și practici comune.
„Superioritatea numerică a cazurilor de sinucidere în sânul protestantismului provine din faptul că are o Biserică mai slab integrată decât Biserica Catolică.”
O altă diferență între cele două religii este dată de faptul că protestanții au fost și sunt mai mult preocupați de educație, iar sinuciderea este mai răspândită printre oamenii mai bine educați.
Un paradox este faptul că iudaismul numără cei mai puțini sinucigași, deși la o mie de tineri 16% urmează studii superioare, pe când la o mie de tineri catolici 1,3% sunt în universități, iar la o mie de tineri protestanți 2,5%. Acest lucru este explicat prin faptul că iudaismul, în majoritatea țărilor Europene, este în minoritate, iar cum am spus mai sus, pentru a rezista la ura pe care o stărnesc alte religii, se străduiesc să știe mai multe decât ceilalți pentru a se putea apăra de opinia publică și uneori chiar de lege. Totuși practicile comune în rândul acestei confesiuni religioase, nu lasă loc indivizilor de a acționa după bunul plac, de a gândi pentru ei.
„O societate nu se poate dezintegra fără ca, în egala măsură, individul să nu fie detașat de viața socială, fără ca scopurile lui să nu devină preponderente față de scopurile comune, fără ca personalitatea lui să nu tindă a se plasa mai presus de ființa colectivă.”

### Sinuciderea altruistă
„Când omul este detașat de societate, el se omoară cu ușurință, dar tot la fel de ușor se omoară când este prea legat de ea.”
Altruismul este definit în următorul fel: eul nu își aparține deloc, el se confundă cu altceva decât el însuși, polul conduitei sale se situează în afara lui, adică în grupul din care face parte; individul este nediferențiat de semenii lui, nu este decât o parte din întreg, fără valoare prin el însuși. 
Printr-o analogie la organismele vii, putem să ne explicăm sinucidera egoistă și altruistă. Ceea ce este în exces duce la consecințe neplăcute, dar si ceea ce este puțin duce la aceleași efecte. Propunerea sociologului, este aceea să consumăm totul cu măsură, atât cât trebuie.
În diferite culturi inefrioare, sinuciderea era văzută ca un act de vitejie, iar așteptarea morții era considerată o rușine. Bătrânii chinuiți de boli preferau să își ia viața, femeile care rămânau văduve trebuiau să se sinucidă pentru a își urma soțul; le fel se întâmpla și în cazul slugilor atunci când le murea stăpânul.
Aceste practici sunt impuse de către societate, iar omul își ia viața fără a fi neapărat obligat să o facă.
„Totuși aceste sinucideri nu au altă natură decât sinuciderile obligatorii. Convingerea de a nu ține la propia viață fiind socotită o virtute, și încă una prin excelență, este foarte lăudat acela care renunță să mai trăiască după cea mai mică solicitare a impreujurimilor sau chiar din simplă bravadă.”
În societatea contemporana sinuciderea altruistă își face loc în domeniul militar, diferența dintre cazurile de sinucidere în rândul civililor și a militarilor cariază de la 25% până la 900%, iar rata sinuciderii creste direct proporțional cu creșterea perioadei de încadrare.
În acest fel putem concide că fiecare tip de sinucidere nu este decât forma exagerată sau deviată a unei virtuți.

### Sinuciderea anomică
„Societatea nu este numai ceva care absoarbe, cu intensitate agală, sentimentele și energia individului, ea este și puterea care le reglează.”
De obicei, atunci când într-o societate are loc un progres economic sau un cataclism neprevăzut, rata sinuciderii crește. Orice perturbare a echilibrului unei socități, chiar dacă duce la prosperitate, împinge la sinucidere.
„Nevoile unui individ sunt infinite.”
Atât timp cât nevoile unei persoane sunt infinite, aceasta nu va putea fi niciodată pe deplin fericită. Dezvoltarea industriei, progresele economice, depărtarea de la tradițional, depărtarea de forța care suprimă „pasiunile”, a dus la căutarea altor idealuri, a unor aventuri, care devin riscante, spune Durkeim. Eșecurile sporesc pe măsura riscurilor și astfel, rata sinuciderii crește.
Atunci când o nevoie este satisfăcută, apare alta și tot așa. Durkeim propune în acest sens ca „pasiunile să fie ținute în frâu” de către rațiune. Dar în același timp recunoaște ca nu există această putere în om.
Fiecare individ, dacă este mulțumit de statusul pe care îl are în societate, nu se gândește să își ia viața. Cu cât oamenii dețin funcții de subordonare, cu atât orizontul lor este mai închis, sunt mai cumpătați, nevoile lor sunt în concordanță cu statusul lor social, dorințele sunt precise, iar ei sunt mai protejați împotriva sinuciderii.

## Sinuciderea ca fenomen social general
„Fiecare grup social are realmente o înclinare colectivă ce îi este carcateristică și din care derivă atracțiile individuale, iar nu invers. Ceea ce conturează înclinarea respectivă sunt curentele de egoism, altruism sau de anomie care ajută societatea în cauză, împreună cu predispozițiile pentru melancolie languroasă, sau pentru renunțare activă, sau pentru oboseala exaperată ce reprezintă curentele acestor curente. Aceste tendințe ale colectivității, penetrând la nivelul indivizilor, sunt cele care îi determină să se omoare.”
Intensitatea sinuciderii nu poat să depindă decăt de următoarele 3 cauze:
- natura indivizilor care compun societatea
- felul în care ei sunt asociați, adică natura organizației
- evenimentele trecătoare care tulbură funcționarea vieții colective

Această intensitate se menține constantă în societate pentru că „nimic nu a modificat nici felul în care sunt grupate unitățile sociale, nici natura consensului lor, acțiunile și reacțiile reciproce rămân deci identice, prin urmare, ideile și sentimentele care se degajă din ele nu au cum să varieze.”